# Marko Milinković
Marko Milinković (Servisch: Марко Милинковић) (Belgrado, 16 april 1988) is een Servisch betaald voetballer die als middenvelder speelt. Hij staat sinds het seizoen 2010-2011 onder contract bij de Slowaakse club Slovan Bratislava na eerder voor MFK Košice en Borac Čačak te hebben gespeeld. Zijn vader Duško "Sulja" Milinković was eveneens profvoetballer en vertegenwoordigde Joegoslavië op de Olympische Spelen 1988.

## Interlandcarrière
Onder leiding van bondscoach Radomir Antić maakte Milinković zijn debuut voor het Servisch voetbalelftal op woensdag 12 augustus 2009 in het oefenduel in en tegen Zuid-Afrika, net als Radosav Petrović (FK Partizan). Milinković viel in dat duel na 83 minuten in voor Miloš Ninković. Servië won de wedstrijd met 3-1 door treffers van Zoran Tošić (2) en Danko Lazović.

## Erelijst
Slovan Bratislava
- Corgoň liga

2014